# Circonscription de Tiflet-Rommani
La circonscription de Tiflet-Rommani est la circonscriptions législatives marocaines de la province de Khémisset située en région Rabat-Salé-Kénitra. Elle est représentée dans la Xe législature par Abdessamad Archane, Hassan El Filali, Rahhou El Hilaa.

## Historique des députations
| Législature | Début de mandat  | Fin de mandat    | Députés élus | Députés élus             | Députés élus | Députés élus           | Députés élus | Députés élus          |
| ----------- | ---------------- | ---------------- | ------------ | ------------------------ | ------------ | ---------------------- | ------------ | --------------------- |
| IXe         | 26 novembre 2011 | 7 octobre 2016   |              | Abdessamad Archane (PI)  |              | Hassan El Filali (RNI) |              | Rahhou El Hilaa (PAM) |
| Xe          | 8 octobre 2016   | 8 septembre 2021 |              | Abdessamad Archane (MDS) |              | Hassan El Filali (RNI) |              | Rahhou El Hilaa (PAM) |
| XIe         | 9 septembre 2021 | ?                |              | Abdessamad Archane (MDS) |              | Hassan El Filali (RNI) |              | Rahhou El Hilaa (PAM) |

## Historique des élections

### Découpage électoral d'octobre 2011

#### Élections de 2016
| Parti       | Parti                                         | Voix    | %      | Député(s) élus     |  |
| ----------- | --------------------------------------------- | ------- | ------ | ------------------ |  |
|             | Mouvement démocratique et social              | 18 163  | 26,50  | Abdessamad Archane |  |
|             | Rassemblement national des indépendants (RNI) | 14 789  | 21,58  | Hassan El Filali   |  |
|             | Parti authenticité et modernité (PAM)         | 9 754   | 14,23  | Rahhou El Hilaa    |  |
|             | Parti de la justice et du développement (PJD) | 8 947   | 13,05  |                    |  |
|             | Parti de l'Istiqlal (PI)                      | 6 814   | 9,94   |                    |  |
|             | Union socialiste des forces populaires (USFP) | 4 960   | 7,24   |                    |  |
|             | Parti du progrès et du socialisme (PPS)       | 4 178   | 6,10   |                    |  |
|             | Fédération de la gauche démocratique (FGD)    | 493     | 0,72   |                    |  |
|             | Parti démocratique de l'indépendance (PDI)    | 321     | 0,47   |                    |  |
|             | Parti de l'espoir (PE)                        | 101     | 0,15   |                    |  |
|             | Parti de la réforme et du développement (PRD) | 22      | 0,03   |                    |  |
|             |                                               |         |        |                    |  |
| Inscrits    | Inscrits                                      | 131 382 | 100,00 |                    |  |
| Abstentions | Abstentions                                   | 62 840  | 47,83  |                    |  |
| Exprimés    | Exprimés                                      | 68 542  | 52,17  |                    |  |

#### Élections de 2021
| Parti       | Parti                                                       | Voix    | %      | Députés élus       |  |
| ----------- | ----------------------------------------------------------- | ------- | ------ | ------------------ |  |
|             | Rassemblement national des indépendants (RNI)               | 28 348  | 30,24  | Hassan El Filali   |  |
|             | Mouvement démocratique et social (MDS)                      | 24 407  | 26,03  | Abdessamad Archane |  |
|             | Parti authenticité et modernité (PAM)                       | 20 118  | 21,46  | Rahhou El Hilaa    |  |
|             | Parti de l'Istiqlal (PI)                                    | 8 512   | 9,08   |                    |  |
|             | Parti du progrès et du socialisme (PPS)                     | 4 093   | 4,37   |                    |  |
|             | Mouvement populaire (MP)                                    | 1 576   | 1,68   |                    |  |
|             | Union socialiste des forces populaires (USFP)               | 1 200   | 1,28   |                    |  |
|             | Alliance de la fédération de gauche (AGD)                   | 1 168   | 1,25   |                    |  |
|             | Parti de la justice et du développement (PJD)               | 1 084   | 1,16   |                    |  |
|             | Parti de l'environnement et du développement durable (PEDD) | 796     | 0,85   |                    |  |
|             | Parti démocratique de l'indépendance (PDI)                  | 551     | 0,59   |                    |  |
|             | Union marocaine pour la démocratie (UMD)                    | 475     | 0,51   |                    |  |
|             | Parti travailliste (PT)                                     | 378     | 0,40   |                    |  |
|             | Parti de l'unité et de la démocratie (PUD)                  | 261     | 0,28   |                    |  |
|             | Parti de la renaissance (PAN)                               | 217     | 0,23   |                    |  |
|             | Parti du centre social (PCS)                                | 216     | 0,23   |                    |  |
|             | Parti de l'équité (PRE)                                     | 185     | 0,20   |                    |  |
|             | Parti de la liberté et de la justice sociale (PLJS)         | 171     | 0,18   |                    |  |
|             |                                                             |         |        |                    |  |
| Inscrits    | Inscrits                                                    | 144 240 | 100,00 |                    |  |
| Abstentions | Abstentions                                                 | 50 484  | 35,00  |                    |  |
| Exprimés    | Exprimés                                                    | 93 756  | 65,00  |                    |  |